# Bernard Schmeink
Bernardus Albertus (Bernard) Schmeink (Deventer, 2 juli 1853 – Amsterdam, 17 september 1909) was een Nederlands amateurtenor.
Hij was zoon van chirurgische instrumenten- en messenmaker (zowel chirurgisch als couvertmessen) Johannes Jozef Schmeink en Albertine Bernardine Koelman. Hijzelf was sinds 1882 getrouwd met mevrouw Henriette Johanna Maria de Voijs. Het echtpaar woonde langere tijd aan de Keizersgracht 208. Hij werd begraven op Begraafplaats Sint Barbara, waarbij Willem Mengelberg een afscheidsrede gaf.
Van zijn opleiding is niets bekend. Bernard Schmeink, alhoewel dus amateur, zong binnen geheel Nederland. Te noemen twee optreden zijn:
- 3 december 1889; concert onder leiding van Arnold Spoel in Den Haag
- 30 december 1899 concert onder Willem Mengelberg en zijn Concertgebouworkest; hij zong een lage stem in Le chant de la cloche van Vincent d'Indy.

Het blad Caecilia noemde zijn stem in 1896 beschaafd en behoorlijk krachtig.
Naast zijn zangtalent was Schmeink een aantal jaren secretaris van de Maatschappij tot Bevordering der Toonkunst in Amsterdam. Zijn inkomsten haalde Schmeink grotendeels uit de orthopedische medische instrumentmakerij Fa. A. & B. Schmeink.